# Temporada 1960-61 de los Boston Celtics
La temporada 1960-61 fue la decimoquinta de los Boston Celtics en la NBA. La temporada regular acabó con 57 victorias y 22 derrotas, clasificándose para los playoffs, en los que alcanzaron las Finales por quinto año consecutivo, derrotando en las mismas nuevamente a St. Louis Hawks, consiguiendo su cuarto anillo, el tercero de forma consecutiva.

## Elecciones en elDraft
| Ronda | Puesto | Jugador      | Posición | Nacionalidad   | Universidad |
| ----- | ------ | ------------ | -------- | -------------- | ----------- |
| 1     | 8      | Tom Sanders  | Alero    | Estados Unidos | New York    |
| 2     | 16     | Leroy Wright | Alero    | Estados Unidos | Pacific     |

## Temporada regular
| División Este           | División Este | División Este | División Este | División Este | División Este | División Este | División Este | División Este |
| Equipo                  | G             | P             | %             | PD            | Casa          | Fuera         | Neutral       | Div           |
| ----------------------- | ------------- | ------------- | ------------- | ------------- | ------------- | ------------- | ------------- | ------------- |
| x-Boston Celtics        | 57            | 22            | .722          | –             | 21–7          | 24–11         | 12–4          | 28–11         |
| x-Philadelphia Warriors | 46            | 33            | .582          | 11            | 23–6          | 12–21         | 11–6          | 22–17         |
| x-Syracuse Nationals    | 38            | 41            | .481          | 19            | 19–9          | 8–21          | 11–11         | 18–21         |
| New York Knicks         | 21            | 58            | .266          | 36            | 10–22         | 7–25          | 4–11          | 10–29         |

## Playoffs

### Finales de División
Boston Celtics vs. Syracuse Nationals
| Fecha       | Partido                                    | Ciudad   |
| ----------- | ------------------------------------------ | -------- |
| 19 de marzo | Boston Celtics 128, Syracuse Nationals 115 | Boston   |
| 21 de marzo | Syracuse Nationals 115, Boston Celtics 98  | Syracuse |
| 23 de marzo | Boston Celtics 133, Syracuse Nationals 110 | Boston   |
| 25 de marzo | Syracuse Nationals 107, Boston Celtics 120 | Syracuse |
| 26 de marzo | Boston Celtics 123, Syracuse Nationals 101 | Boston   |
|             | Boston gana las series 4-1                 |          |

### Finales de la NBA
Boston Celtics - St. Louis Hawks
| Fecha       | Partido                                 | Ciudad    |
| ----------- | --------------------------------------- | --------- |
| 2 de abril  | Boston Celtics 129, St. Louis Hawks 95  | Boston    |
| 5 de abril  | Boston Celtics 116, St. Louis Hawks 108 | Boston    |
| 8 de abril  | St. Louis Hawks 124, Boston Celtics 120 | St. Louis |
| 9 de abril  | St. Louis Hawks 104, Boston Celtics 119 | St. Louis |
| 11 de abril | Boston Celtics 121, St. Louis Hawks 112 | Boston    |
|             | Boston gana las finales 4-1             |           |

## Estadísticas
| Rk | Jugador       | Edad | P  | PT | MP   | TC  | TCI  | %TC  | 3P | 3PI | %3P | TL  | TLI | %TL  | RO | RD | RT   | AS  | RB | TAP | BP | FP  | PTS  |
| -- | ------------- | ---- | -- | -- | ---- | --- | ---- | ---- | -- | --- | --- | --- | --- | ---- | -- | -- | ---- | --- | -- | --- | -- | --- | ---- |
| 1  | Tom Heinsohn  | 26   | 74 |    | 30.5 | 8.5 | 21.2 | .400 |    |     |     | 4.4 | 5.7 | .767 |    |    | 9.9  | 1.9 |    |     |    | 3.5 | 21.3 |
| 2  | Bob Cousy     | 32   | 76 |    | 32.5 | 6.8 | 18.2 | .371 |    |     |     | 4.6 | 5.9 | .779 |    |    | 4.4  | 7.7 |    |     |    | 2.6 | 18.1 |
| 3  | Bill Russell  | 26   | 78 |    | 44.3 | 6.8 | 16.0 | .426 |    |     |     | 3.3 | 6.0 | .550 |    |    | 23.9 | 3.4 |    |     |    | 2.0 | 16.9 |
| 4  | Bill Sharman  | 34   | 61 |    | 25.2 | 6.3 | 14.9 | .422 |    |     |     | 3.4 | 3.7 | .921 |    |    | 3.7  | 2.4 |    |     |    | 2.1 | 16.0 |
| 5  | Frank Ramsey  | 29   | 79 |    | 25.6 | 5.7 | 13.9 | .407 |    |     |     | 3.7 | 4.5 | .833 |    |    | 5.5  | 1.8 |    |     |    | 3.6 | 15.1 |
| 6  | Sam Jones     | 27   | 78 |    | 26.0 | 6.2 | 13.7 | .449 |    |     |     | 2.7 | 3.4 | .787 |    |    | 5.4  | 2.8 |    |     |    | 1.9 | 15.0 |
| 7  | K.C. Jones    | 28   | 78 |    | 20.6 | 2.6 | 7.7  | .338 |    |     |     | 2.4 | 3.6 | .664 |    |    | 3.6  | 3.2 |    |     |    | 2.4 | 7.6  |
| 8  | Gene Conley   | 30   | 75 |    | 16.6 | 2.4 | 6.6  | .370 |    |     |     | 1.4 | 2.0 | .693 |    |    | 7.3  | 0.5 |    |     |    | 3.7 | 6.3  |
| 9  | Tom Sanders   | 22   | 68 |    | 15.9 | 2.2 | 5.2  | .420 |    |     |     | 1.0 | 1.5 | .670 |    |    | 5.7  | 0.6 |    |     |    | 1.9 | 5.3  |
| 10 | Jim Loscutoff | 30   | 76 |    | 15.2 | 1.9 | 6.3  | .301 |    |     |     | 0.6 | 1.0 | .645 |    |    | 3.8  | 0.3 |    |     |    | 3.1 | 4.4  |
| 11 | Gene Guarilia | 23   | 25 |    | 8.4  | 1.5 | 3.8  | .404 |    |     |     | 0.1 | 0.4 | .300 |    |    | 2.8  | 0.2 |    |     |    | 1.1 | 3.2  |

## Galardones y récords
| Jugador      | Galardón                                                   |
| Bob Cousy    | Mejor quinteto de la NBA                                   |
| Tom Heinsohn | 2.º Mejor quinteto de la NBA                               |
| Bill Russell | MVP de la Temporada de la NBA 2.º Mejor quinteto de la NBA |